# Thinkin' Bout Me
Thinkin' Bout Me  è un singolo del cantante country statunitense Morgan Wallen, pubblicato il 7 settembre 2023 come sesto estratto dal terzo album in studio One Thing at a Time.

## Descrizione
La canzone è stata scritta da John Byron, Ashley Gorley, Taylor Phillips e Charlie Handsome, che si è occupato anche della produzione del brano insieme a Joey Moi.

## Classifiche

### Classifiche settimanali
| Classifica (2023-24) | Posizione massima |
| -------------------- | ----------------- |
| Australia            | 46                |
| Canada               | 13                |
| Stati Uniti          | 7                 |

### Classifiche di fine anno
| Classifica (2023) | Posizione |
| ----------------- | --------- |
| Canada            | 31        |
| Stati Uniti       | 19        |
| Classifica (2024) | Posizione |
| Australia         | 45        |
| Stati Uniti       | 31        |